# 1934 ve fotografii

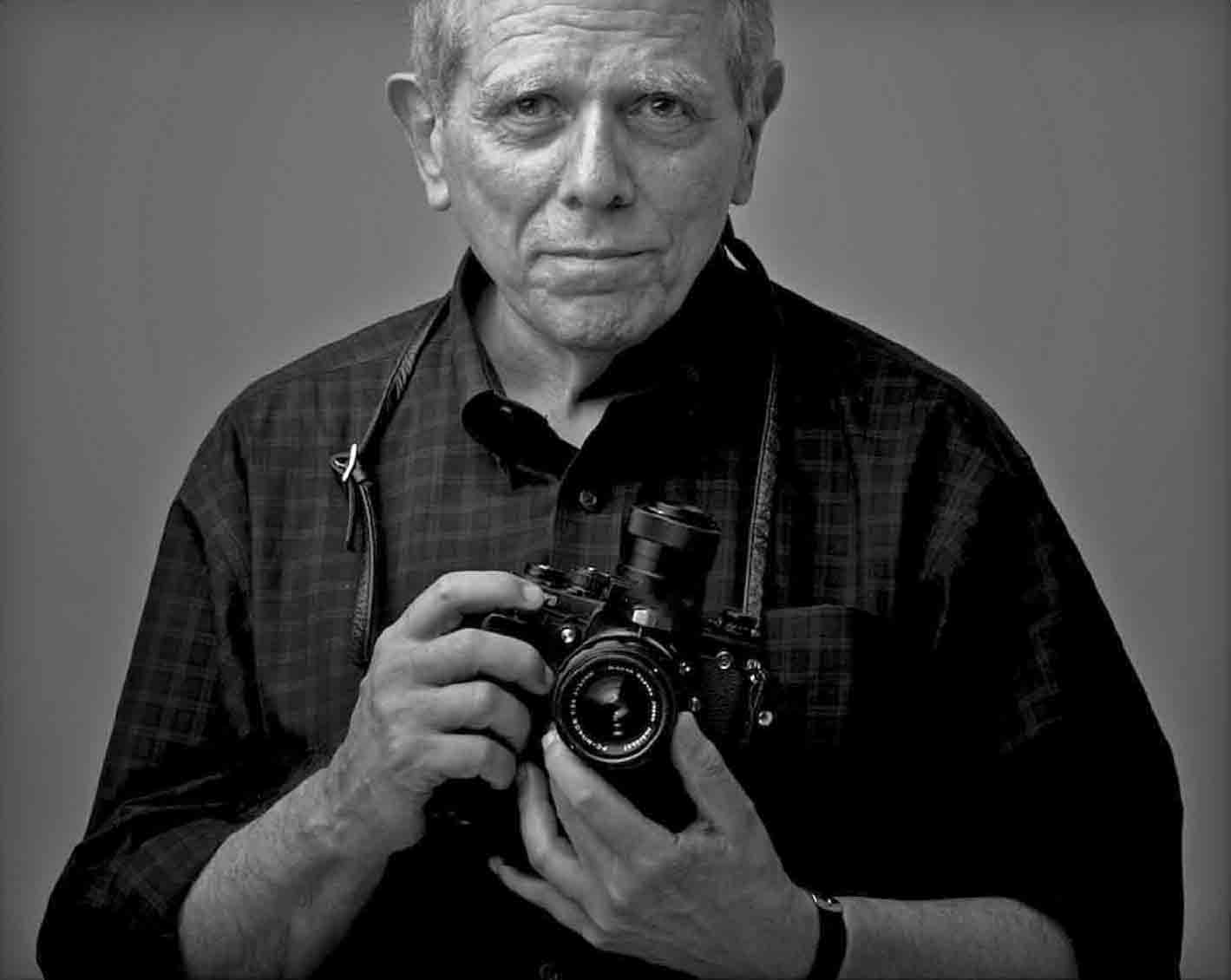
John Loengard, americký fotograf, se v tomto roce narodil

Tento článek obsahuje významné fotografické události v roce 1934.

## Události
- Cartridge na 135 film zjednodušila používání 35mm filmu.

## Narození v roce 1934
- 5. února – Vladimír Jelínek, český malíř, grafik, sklářský výtvarník a fotograf († 20. června 2023)
- 12. února – Enrique Metinides, mexický fotograf a fotožurnalista († 10. května 2022)
- 26. února – Ľubomír Rapoš, slovenský výtvarník a umělecký fotograf
- 8. dubna – Robert H. Jackson,  americký fotograf a držitel Pulitzerovy cenu za fotografii
- 10. dubna – Rodrigo Moya, mexický fotožurnalista, spisovatel a vydavatel, známý především svou fotografickou tvorbou z let 1955 až 1968 a melancholickým portrétem Che Guevary  († 30. července 2025)
- 23. května – Charles Gagnon, kanadský multidisciplinární umělec známý pro svou malbu, fotografii a film († 16. dubna 2003)
- 29. května – Marina Cicogna, italská filmová producentka a fotografka, produkovala film Kráska dne, který v roce 1967 získal Zlatého lva na filmovém festivalu v Benátkách († 4. listopadu 2023)
- 30. května – Pete Turner, americký fotograf, procestoval Afriku a pro hudebníky fotografoval obaly alb († 18. září 2017)
- 11. června – Jerry Uelsmann, americký fotograf (†  4. dubna 2022)
- 14. července – Lee Friedlander, americký novinářský fotograf
- 27. července – Jan Svoboda, český fotograf († 1. ledna 1990)
- 8. srpna – Sam Nzima, jihoafrický fotograf, během povstání v Sowetu pořídil snímek zavražděného chlapce Hectora Pietersona, který se stal široce rozšířeným a vlivným obrazem († 12. května 2018)
- 14. srpna – Lucien Clergue, francouzský fotograf († 15. listopadu 2014)
- 16. srpna – Douglas Kirkland, americký fotograf kanadského původu († 3. října 2022)
- 17. srpna – Danuta Rago, polská fotoreportérka, novinářka, umělecká fotografka; specializovala se na portrétní fotografii, černobílé snímky bez použití dodatečného světla a osoby v přirozeném osvětlení († 19. prosince 2000)
- 19. srpna – Monique Jacotová, švýcarská fotožurnlistka a umělkyně, sociální a kulturní témata, představitelka humanistické fotografie († 6. srpna 2024)
- 28. srpna – Hideki Fudžii, japonský fotograf († 3. května 2010)
- 5. září – John Loengard, americký fotograf († 24. května 2020)
- 6. září – Georges Azenstarck, francouzský fotograf († 2. září 2020)
- 10. září – Alexander Strelinger, slovenský kameraman a fotograf († 10. července 2022)
- 13. září – Felipe Ferré, francouzský fotograf, narozený v Kolumbii († ?)
- 24. září – Keisuke Kumakiri, japonský fotograf († 27. listopadu 2020)
- 12. října – Constantine Manos, americký fotograf řeckého původu († 3. ledna 2025)
- 19. října – Bob Gosani, jihoafrický fotograf známý svou prací v redakci časopisu Drum († 1972)
- 5. listopadu – Edouard Kutter mladší, lucemburský fotograf a vydavatel († 17. května 2022)
- 18. listopadu – Miroslav Hucek, český fotograf († 29. ledna 2013)
- 27. listopadu – Jovan Dezort, český novinářský fotograf a výtvarník
- listopad – Steve Schapiro, americký fotograf a fotožurnalista [1] († 15. ledna 2022)
- 25. prosince – William Carter, americký fotograf († 1. ledna 2025)
- ? – Larry Siegel,  americký fotograf a galerista († 9. ledna 2020)
- ? – Doreen Lindsay, kanadská umělkyně a fotografka († ?)
- ? – Helena Almeida, portugalská fotografka a malířka († 26. září 2018)
- ? – Luca Maria Patella, italský fotograf, malíř, grafik a filmař († 25. srpna 2023)
- ? – Brigitte Voigtová, německá fotografka a redaktorka, přes 20 let vedla fotografické oddělení časopisu Magazin (1934 – 28. března 2025)

## Úmrtí v roce 1934
- 19. ledna – Josef Vejnar, český lékař a fotograf (* 5. prosince 1867)
- 21. ledna – Robert Wilson Shufeldt, americký ornitolog, lékař a fotograf (* 1. prosince 1850)
- 1. březen – Heinrich Koch, česko-německý fotograf (* 20. srpna 1896)
- 28. března – Benjamín de la Calle, kolumbijský fotograf, považovaný za jednoho z nejvýznamnějších ve své zemi ve 20. století (* 26. října 1869)
- 1. dubna – John Bernhard Rekstad, norský fotograf (* 2. října 1852)
- 6. dubna – Louis Boutan, francouzský fotograf (* 6. března 1859)
- 19. dubna – Kimbei Kusakabe, japonský fotograf (* 27. listopadu 1841)
- 16. června – Hubert Henrotte, 86, francouzský fotoreportér a ředitel francouzské tiskové fotografické agentury[2] († 20. listopadu 2020)
- 27. července – Elizabeth Hawkins-Whitshed, irská fotografka (* 26. června 1860)
- 28. srpna – Doris Ulmann, americká fotografka (* 29. května 1882)
- 13. října – Gertrude Käsebierová, americká fotografka (* 18. května 1852)
- 16. listopadu – Alice Liddellová, anglická modelka a múza Lewise Carrolla a prototyp postavy Alenky z knihy Alenka v říši divů (* 4. května 1852)
- 17. listopadu – Gaëtan Gatian de Clérambault, francouzský fotograf (* 2. července 1872)
- 30. listopadu – Julia Christiansen Hoffmanová, americká umělkyně, fotografka a mecenáška umění, podporovala Hnutí uměleckých řemesel v Portlandu (* 30. března 1856)
- 14. prosince – Roland W. Reed, americký fotograf (* ?)
- ? – Gottlieb Schäffer, německý fotograf (* 1861)
- ? – Gabriel Cromer, francouzský fotograf (* ?)